# Ratchaneewan Bulakul
Ratchaneewan Bulakul (taj. รัชนีวรรณ บูลกุล; ur. 1 lipca 1963 w Bangkoku) – tajska pływaczka.
W 1974 wystartowała na igrzyskach azjatyckich, na których zajęła 4. miejsce na 200 m stylem dowolnym.
W 1976 wzięła udział w igrzyskach olimpijskich, na których wystąpiła na 100, 200 i 400 m stylem dowolnym. Na każdym dystansie odpadła w pierwszej rundzie. Na 100 m uplasowała się na 5. pozycji w swoim wyścigu eliminacyjnym z czasem 1:01,33 s. Na dystansie dwukrotnie dłuższym także była 5. w swoim wyścigu eliminacyjnym. Uzyskała czas 2:12,92 s. Na 400 m również zajęła 5. miejsce w swoim wyścigu eliminacyjnym z czasem 4:32,98 s. Jest najmłodszym tajskim olimpijczykiem.
W 1977 zdobyła dwa złote medale na igrzyskach Azji Południowo-Wschodniej: na 100 m stylem dowolnym i w sztafecie 4 × 100 tym samym stylem.
W 1978 ponownie wystartowała na igrzyskach azjatyckich. Zdobyła na nich złoty i 3 brązowe medale. W tym samym roku wystąpiła także na mistrzostwach świata, na których zajęła 33. miejsce na 100 m stylem dowolnym z czasem eliminacyjnym 1:01,55 s, 23. na dwukrotnie dłuższym dystansie z czasem eliminacyjnym 2:10,90 s (rekord Tajlandii) oraz 24. na 400 m tym samym stylem z czasem eliminacyjnym 4:36,09 s.
Jest absolwentką University of Cambridge, na którym uzyskała bachelor’s degree w dziedzinie architektury.
Po zakończeniu kariery została działaczem sportowym. Od 1991 jest sekretarzem Tajskiego Komitetu Olimpiad Specjalnych.